# Tennistavolo ai Giochi della XXIX Olimpiade
Il torneo olimpico di Tennis tavolo 2008 si è tenuto a Pechino dal 13 al 23 agosto, al Peking University Gymnasium.

## Medaglie
Sono stati assegnati quattro set di medaglie:
- Singolo maschile
- Maschile a squadre
- Singolo femminile
- Femminile a squadre

## Qualificazioni
Ogni Comitato Olimpico Nazionale può iscrivere un massimo di 3 atleti uomini e 3 atlete donne per quanto riguarda i tornei singoli, un massimo di una squadra maschile e una femminile per quanto riguarda il torneo a squadre.

### Squadre
Un totale di 16 squadre per ciascuno dei due tornei (maschile e femminile) è ammesso ai Giochi:
- Le migliori squadre di ciascuno dei 6 continenti
- La nazione ospitante
- Altre 9 squadre (10 se la Cina risulta essere la migliore d'Asia).

Ogni squadra è composta da 3 atleti che non siano già iscritti agli eventi singoli.

### Singoli
Un totale di 64 atleti per ciascuno dei due tornei (maschile e femminile) è ammesso ai Giochi:
| Evento                            | Data                   | Sede           | Maschile | Femminile |
| --------------------------------- | ---------------------- | -------------- | --- | --- |
| Ranking Mondiale ITTF             | 3 gennaio 2008         | -              | Wang Hao Ma Lin Timo Boll Vladimir Samsonov Ryu Seung Min Oh Sang Eun Gao Ning Li Ching Chuan Chih-Yuan Kallinikos Kreangka Werner Schlager Yo Kan Dimitrij Ovtcharov Alexei Smirnov Yang Zi Ko Lai Chak Zoran Primorac Michael Maze He Zhi Wen Jörgen Persson | Guo Yue Zhang Yining Wang Yue Gu Lin Ling Li Jia Wei Tie Yana Ai Fukuhara Kim Kyung Ah Wu Jiaduo Sayaka Hirano Liu Jia Li Jiao Gao Jun Park Mi Young Tamara Boroš Li Qian Wang Chen Krisztina Tóth Daniela Dodean Elke Wosik |
| Giochi Panafricani                | 11-23 luglio 2007      | Algeri         | Segun Toriola Monday Merotohun El-Sayed Lashin Suraju Saka Idir Khourta Adel Massaad | Bose Kaffo Yang Fen Cecilia Offiong Nesrine Ben Kahia Safa Saidani Noha Yousry |
| Giochi Panamericani               | 21-27 luglio 2007      | Rio de Janeiro | Lin Ju | |
| Preolimpico Centroasiatico        | 15-18 ottobre 2007     | Teheran        | Afshin Norouzi | Marina Shumakova |
| Preolimpico Sud-Est Asiatico      | 2-3 febbraio 2008      | Singapore      | Doan Kien Quoc | Feng Tian Wei |
| Preolimpico dell'Asia Occidentale | 5-7 febbraio 2008      | Amman          | Ibrahim Al-Hasan | Zeina Shaban |
| Preolimpico Asiatico              | 6-11 marzo 2008        | Hong Kong      | Wang Liqin Kim Hyok Bong Ri Chol Guk Jun Mizutani Yoon Jae-Young Seiya Kishikawa Jang Song Man Achanta Sharath Kamal | Dang Ye-Seo Nanthana Komwong Wang Nan Haruna Fukuoka Kim Jong Kim Mi Yong Huang I Hwa Neha Aggarwal |
| Campionati Latinoamericani        | 30 marzo-6 aprile 2008 | Santo Domingo  | Liu Song Gustavo Tsuboi Thiago Monteiro Dexter St Louis Pablo Tabachnik | Wu Xue Fabiola Ramos Mariany Nonaka Qian Lian Paula Medina Yadira Silva |
| Preolimpico Europeo               | 2-6 aprile 2008        | Nantes         | Tan Ruiwu Jens Lundqvist Bojan Tokič Robert Gardos Christian Süß Chen Weixing Panagiotis Gionis João Monteiro Patrick Chila Christophe Legout Fedor Kuzmin | Li Jie Viktoria Pavlovich Elizabeta Samara Melek Hu Xian Yi Fang Svetlana Ganina Sandra Paović Xu Jie Zhu Fang Li Qianbing Tan Wenling Monfardini                                                                            |
| Preolimpico Nordamericano         | 4-6 aprile 2008        | Vancouver      | Zhang Peng Pradeeban Peter-Paul David Zhuang | Crystal Huang Yao Xi Zhang Mo Judy Long |
| Preolimpico d'Oceania             | 5-8 aprile 2008        | Nouméa         | William Henzell Kyle Davis David Zalcberg | Karen Li Lay Jian Fang Stéphanie Sang Xu |
| Preolimpico Mondiale              | 8-11 maggio 2008       | Budapest       | Cheung Yuk Chiang Peng-Lung Jean-Michel Saive | Tie Yana Lin Ling Shen Yanfei |
| Invito della Commissione          | aprile 2008            | -              | Marcelo Aguirre | Priscila Tommy |

## Programma
| Data      | Orario      | Evento                                                         | Round                      |
| --------- | ----------- | -------------------------------------------------------------- | -------------------------- |
| 13 agosto | 10:00-13:00 | A squadre Donne (Gruppi A e B) A squadre Uomini (Gruppi C e D) | Gruppo 1° Round (1–3, 2–4) |
| 13 agosto | 14:30-17:30 | A squadre Donne (Gruppi C e D) A squadre Uomini (Gruppi A e B) | Gruppo 1° Round (1–3, 2–4) |
| 13 agosto | 19:30-22:30 | A squadre Donne (Gruppi A e B) A squadre Uomini (Gruppi C e D) | Gruppo 2° Round (1–4, 2–3) |
| 14 agosto | 10:00-13:00 | A squadre Donne (Gruppi C e D) A squadre Uomini (Gruppi A e B) | Gruppo 2° Round (1–4, 2–3) |
| 14 agosto | 14:30-17:30 | A squadre Donne (Gruppi A e B) A squadre Uomini (Gruppi C e D) | Gruppo 3° Round (1–2, 3–4) |
| 14 agosto | 19:30-22:30 | A squadre Donne (Gruppi C e D) A squadre Uomini (Gruppi A e B) | Gruppo 3° Round (1–2, 3–4) |
| 15 agosto | 9:00-12:00  | A squadre Donne                                                | Playoff Bronzo 1° Round    |
| 15 agosto | 9:00-12:00  | A squadre Uomini                                               | Playoff Bronzo 1° Round    |
| 15 agosto | 14:30-17:30 | A squadre Donne                                                | Semifinale                 |
| 15 agosto | 19:30-22:30 | A squadre Donne                                                | Semifinale                 |
| 16 agosto | 10:00-13:00 | A squadre Donne                                                | Playoff Bronzo 2° Round    |
| 16 agosto | 14:30-17:30 | A squadre Uomini                                               | Semifinale                 |
| 16 agosto | 19:30-22:30 | A squadre Uomini                                               | Semifinale                 |
| 17 agosto | 10:00-13:00 | A squadre Uomini                                               | Playoff Bronzo 2° Round    |
| 17 agosto | 14:30-17:30 | A squadre Donne                                                | Medaglia di Bronzo         |
| 17 agosto | 19:30-22:30 | A squadre Donne                                                | Medaglia d'Oro             |
| 18 agosto | 9:00-12:45  | Singoli Donne                                                  | Round Preliminare          |
| 18 agosto | 14:30-17:30 | A squadre Uomini                                               | Medaglia di Bronzo         |
| 18 agosto | 19:30-22:30 | A squadre Uomini                                               | Medaglia d'Oro             |

| Data      | Orario      | Evento         | Round              |
| --------- | ----------- | -------------- | ------------------ |
| 19 agosto | 10:00-13:00 | Singoli Uomini | Round Preliminare  |
| 19 agosto | 13:00-16:00 | Singoli Donne  | Primo Round        |
| 19 agosto | 13:45-14:30 | Singoli Uomini | Primo Round        |
| 19 agosto | 14:30-15:15 | Singoli Donne  | Primo Round        |
| 19 agosto | 15:15-16:00 | Singoli Uomini | Primo Round        |
| 19 agosto | 18:00-18:45 | Singoli Donne  | Primo Round        |
| 19 agosto | 18:45-19:30 | Singoli Uomini | Primo Round        |
| 19 agosto | 19:30-20:15 | Singoli Donne  | Primo Round        |
| 19 agosto | 20:15-21:00 | Singoli Uomini | Primo Round        |
| 19 agosto | 21:00-22:00 | Singoli Donne  | Secondo Round      |
| 20 agosto | 10:00-11:00 | Singoli Donne  | Secondo Round      |
| 20 agosto | 11:00-12:00 | Singoli Uomini | Secondo Round      |
| 20 agosto | 12:00-13:00 | Singoli Donne  | Secondo Round      |
| 20 agosto | 13:00-14:00 | Singoli Donne  | Secondo Round      |
| 20 agosto | 14:00-15:00 | Singoli Uomini | Secondo Round      |
| 20 agosto | 15:00-16:00 | Singoli Donne  | Terzo Round        |
| 20 agosto | 18:00-19:00 | Singoli Donne  | Terzo Round        |
| 20 agosto | 19:00-20:00 | Singoli Uomini | Secondo Round      |
| 20 agosto | 20:00-21:00 | Singoli Donne  | Terzo Round        |
| 20 agosto | 21:00-22:00 | Singoli Donne  | Terzo Round        |
| 20 agosto | 22:00-23:00 | Singoli Uomini | Secondo Round      |
| 21 agosto | 10:00-11:00 | Singoli Donne  | Quarto Round       |
| 21 agosto | 11:00-12:00 | Singoli Donne  | Quarto Round       |
| 21 agosto | 12:00-13:00 | Singoli Uomini | Terzo Round        |
| 21 agosto | 13:00-14:00 | Singoli Uomini | Terzo Round        |
| 21 agosto | 14:00-15:00 | Singoli Uomini | Terzo Round        |
| 21 agosto | 15:00-16:00 | Singoli Uomini | Terzo Round        |
| 21 agosto | 18:00-19:00 | Singoli Donne  | Quarti di Finale   |
| 21 agosto | 19:00-20:00 | Singoli Donne  | Quarti di Finale   |
| 21 agosto | 20:00-21:00 | Singoli Uomini | Quarto Round       |
| 21 agosto | 21:00-22:00 | Singoli Uomini | Quarto Round       |
| 22 agosto | 10:00-11:00 | Singoli Donne  | Semifinale         |
| 22 agosto | 11:00-12:00 | Singoli Donne  | Semifinale         |
| 22 agosto | 13:30-14:30 | Singoli Uomini | Quarti di Finale   |
| 22 agosto | 14:30-15:30 | Singoli Uomini | Quarti di Finale   |
| 22 agosto | 15:30-16:30 | Singoli Uomini | Quarti di Finale   |
| 22 agosto | 16:30-17:30 | Singoli Uomini | Quarti di Finale   |
| 22 agosto | 19:30-20:30 | Singoli Donne  | Medaglia di Bronzo |
| 22 agosto | 20:30-21:30 | Singoli Donne  | Medaglia d'Oro     |
| 23 agosto | 10:00-11:00 | Singoli Uomini | Semifinale         |
| 23 agosto | 11:00-12:00 | Singoli Uomini | Semifinale         |
| 23 agosto | 19:30-20:30 | Singoli Uomini | Medaglia di Bronzo |
| 23 agosto | 20:30-21:30 | Singoli Uomini | Medaglia d'Oro     |

## Calendario
| Uomini |  |  |  |  |           | a squadre |  |  |  |         | Singolo | 2 |
| Donne  |  |  |  |  | a squadre |           |  |  |  | Singolo |         | 2 |
| Totale |  |  |  |  | 1         | 1         |  |  |  | 1       | 1       | 4 |

|  | Qualificazioni |  | FINALI |

## Podi

### Uomini
| Evento                        | Oro                             | Argento                                             | Bronzo                                                 |
| Singolo maschile (dettagli)   | Ma Lin                          | Wang Hao                                            | Wang Liqin                                             |
| A squadre maschile (dettagli) | Cina Wang Hao Ma Lin Wang Liqin | Germania Dimitrij Ovtcharov Timo Boll Christian Süß | Corea del Sud Oh Sang Eun Ryu Seung Min Yoon Jae Young |

### Donne
| Evento                         | Oro                                | Argento                                     | Bronzo                                               |
| Singolo femminile (dettagli)   | Zhang Yining                       | Wang Nan                                    | Guo Yue                                              |
| A squadre femminile (dettagli) | Cina Guo Yue Wang Nan Zhang Yining | Singapore Feng Tianwei Li Jiawei Wang Yuegu | Corea del Sud Dang Ye Seo Kim Kyung Ah Park Mi Young |

## Medagliere
| Posizione | Paese         |   |   |   | Totale |
| --------- | ------------- | - | - | - | ------ |
| 1         | Cina          | 4 | 2 | 2 | 8      |
| 2         | Germania      | 0 | 1 | 0 | 1      |
| 2         | Singapore     | 0 | 1 | 0 | 1      |
| 4         | Corea del Sud | 0 | 0 | 2 | 2      |
| Totale    | Totale        | 4 | 4 | 4 | 12     |